# Гринберг, Хенрик
Хенрик Гринберг (пол. Henryk Grynberg; 1936, Варшава) — польско-еврейский писатель, поэт, драматург, журналист. Пережил нацистскую оккупацию.

## Биография
Хенрик Гринберг и его мать были единственными выжившими из многочисленной семьи. C 1942 по 1944 год они скрывались в разных убежищах и пользовались поддельными документами.
После войны Гринберг жил в Лодзи и Варшаве. В 1959 году он окончил Варшавский университет по специальности «Журналистика». Впоследствии Гринберг стал актёром Варшавского еврейского театра и начал писать поэзию и прозу.
В 1967 году, когда театр был с гастролями в США, Гринберг отказался возвращаться в Польшу в знак протеста против антиеврейской кампании и литературной цензуры.
В 1971 году он окончил Калифорнийский университет в Лос-Анджелесе по специальности «Русская литература» и переехал в Вашингтон. На протяжении 20 лет он работал в Информационном агентстве США.

## Творчество
Хенрик Гринберг — автор более 20 сборников прозы и поэзии. Основными темами его творчества являются Холокост и судьбы выживших. Многие его произведения имеют автобиографическую подоплёку.
Сыграл бежавшего из концлагеря венгерского еврея в фильме «Загонщик».

## Награды
Хенрик Гринберг является лауреатом многих литературных премий Польши, в том числе Литературной премии имени Косцельских. В 2002 году ему была присуждена международная еврейская литературная премия «Корет». Четыре книги Гринберга номинировались на премию «Нике».